# Selenginskij rajon
Il Selenginskij rajon (in russo Селенгинский район?) è un municipal'nyj rajon della Repubblica autonoma di Buriazia, nella Siberia. Istituito nel 1923, occupa una superficie di 8.269 chilometri quadrati, ospita una popolazione di circa 45.711 abitanti ed ha come capoluogo Gusinoozërsk.